# 앨런 플레처
앨런 제러드 플레처(1931.9.27-2006.9.21)는 영국 그래픽 디자이너이다.
그는 케냐 나이로비에서 태어나 5살 때 영국으로 이사를 갔고, 4개의 아트 스쿨에서 공부하였다 : Hammersmith School of Art, Central School of Art, Royal College of Art, lastly Yale School of Art and Architecture at Yale University in 1956

## 유년기
플레처는 나이로비의 공무원인 아버지 밑에서 태어났다. 그의 아버지가 아프고 나서 그는 5섯 살 때 가족들과 함께 영국으로 돌아가게 되었다. 그가 Christ’s Hospital에서 공부할 때까지 그는 런던의 조부모와 함께 지냈다.
그는 Hammersmith school of art에서 공부하고, Central school of art에서 공부하게 되었다. 그곳에서 그는 타이포그래퍼 Anthony Froshuag를 만났고 Colin Forbes, Teren Conran 등을 알게 되었다. 이후 그는 바르셀로나에 있는 Berlitz Language school에서 영어를 가르쳤고, 런던으로 돌아와 Royal College of Art에서 공부했다. 그는 Peter Blake, Joe Tilson 등과 만나게 되었다.
1956년 그는 이탈리아 사람인 Paola Biagi와 결혼했다. 그리고 나서 그는 Yale university의 Yale school of art and architecture에서 공부했다. 1958년, 그는 Fortune magazine의 커버 디자인을 했다.

## 경력
그는 1962년 런던에서 Colin Forbes, Bob Gill과 함께 ‘Fletcher/Forbes /Gill’을 설립한다. 타임, 라이프, 보그 잡지를 주요 클라이언트로 삼았다. 그들의 첫 번째 작품은 ‘Graphic Design: A Visual Comparison’라는 John Lewis의 스튜디오 페이퍼백 시리즈였다. 1963년 플레처는 현재 영국에서 가장 영향력 있는 디자인 단체 중의 하나인 'Design and Art Director's Society (D&AD)' 설립을 돕기도 했다.
1965년 길은 플레처와의 동업을 관두었고 그 자리는 Theo Crosby가 대신하게 된다. 그래서 회사의 이름이 ‘Crosby/Fletcher/Forbes’가 되었다. 1972년도에 두 명의 파트너가 더 들어왔고 회사는 ‘Pentagram’으로 발전하게 된다.
1992년 그는 Pentagram을 떠났고, 노팅힐의 스튜디오에서 일했다. 그곳에서 그는 Novartis 등의 클라이언트를 받았다. 이후 그는 Phaidon Press의 아트 디렉터로서 일한다.
1993년 그는 Design Council에서 Prince Philip Designers Prize를 수상했다.
1994년 그의 디자인에 관한 책, ‘Beware Wet Paint’가 Jeremy Myerson에 의해 출판되었다. 플레처 또한 책을 썼으며, 그중의 하나가 2001년에 출판한 ‘The Art of Looking sideways’이다.
1994년 그는 New York Art Directors Club에 가입했다.
그는 2006년 9월 21일 런던에서 암으로 사망하였다.